# Salinas (Califòrnia)
Salinas és una població dels Estats Units a l'estat de Califòrnia. Segons el cens del 2006 tenia 148.350 habitants.

## Demografia
Segons el cens del 2000, Salinas tenia 151.060 habitants, 38.298 habitatges, i 30.025 famílies. La densitat de població era de 3.068,1 habitants/km².
Per edats la població es repartia de la següent manera: un 0% tenia menys de 18 anys, un 11,8% entre 18 i 24, un 33,7% entre 25 i 44, un 15,5% de 45 a 60 i un 7,1% 65 anys o més.
L'edat mediana era de 28 anys. Per cada 100 dones de 18 o més anys hi havia 117,4 homes.
La renda mediana per habitatge era de 43.728 $ i la renda mediana per família de 44.669 $. Els homes tenien una renda mediana de 35.641 $ mentre que les dones 27.013 $. La renda per capita de la població era de 14.495 $. Entorn del 12,8% de les famílies i el 16,7% de la població estaven per davall del llindar de pobresa.

## Clima
| Dades climàtiques a Salinas (KSNS)                                             | Dades climàtiques a Salinas (KSNS) | Dades climàtiques a Salinas (KSNS) | Dades climàtiques a Salinas (KSNS) | Dades climàtiques a Salinas (KSNS) | Dades climàtiques a Salinas (KSNS) | Dades climàtiques a Salinas (KSNS) | Dades climàtiques a Salinas (KSNS) | Dades climàtiques a Salinas (KSNS) | Dades climàtiques a Salinas (KSNS) | Dades climàtiques a Salinas (KSNS) | Dades climàtiques a Salinas (KSNS) | Dades climàtiques a Salinas (KSNS) | Dades climàtiques a Salinas (KSNS) |
| Mes                                                                            | gen                                | febr                               | març                               | abr                                | maig                               | juny                               | jul                                | ag                                 | set                                | oct                                | nov                                | des                                | anual                              |
| ------------------------------------------------------------------------------ | ---------------------------------- | ---------------------------------- | ---------------------------------- | ---------------------------------- | ---------------------------------- | ---------------------------------- | ---------------------------------- | ---------------------------------- | ---------------------------------- | ---------------------------------- | ---------------------------------- | ---------------------------------- | ---------------------------------- |
| Màxima rècord °C (°F)                                                          | 29 (84)                            | 30 (86)                            | 32 (90)                            | 38 (100)                           | 37 (99)                            | 39 (102)                           | 38 (100)                           | 39 (102)                           | 41 (106)                           | 41 (106)                           | 34 (93)                            | 28 (82)                            | 41 (106)                           |
| Màxima mitjana °C (°F)                                                         | 16.2 (61.2)                        | 16.9 (62.4)                        | 17.7 (63.9)                        | 19.1 (66.4)                        | 19.9 (67.8)                        | 21.2 (70.2)                        | 21.9 (71.4)                        | 22.4 (72.3)                        | 23.5 (74.3)                        | 22.8 (73)                          | 17.8 (64)                          | 16.3 (61.3)                        | 19.7 (67.5)                        |
| Mínima mitjana °C (°F)                                                         | 5.1 (41.2)                         | 6.1 (43)                           | 6.9 (44.4)                         | 7.8 (46)                           | 9.8 (49.6)                         | 11.4 (52.5)                        | 12.6 (54.7)                        | 12.9 (55.2)                        | 12.3 (54.1)                        | 10.1 (50.2)                        | 5.9 (42.6)                         | 4.3 (39.7)                         | 8.8 (47.8)                         |
| Mínima rècord °C (°F)                                                          | −8 (18)                            | −4 (25)                            | −3 (27)                            | −2 (28)                            | 1 (34)                             | 4 (39)                             | 6 (43)                             | 6 (43)                             | 2 (36)                             | −2 (28)                            | −4 (25)                            | −5 (23)                            | −8 (18)                            |
| Precipitació mitjana mm (polzades)                                             | 67 (2.64)                          | 61 (2.4)                           | 55 (2.17)                          | 28 (1.1)                           | 8.1 (0.319)                        | 2.3 (0.091)                        | 0.76 (0.0299)                      | 1.3 (0.051)                        | 3.0 (0.118)                        | 15 (0.59)                          | 35 (1.38)                          | 60 (2.36)                          | 337 (13.27)                        |
| Mitjana de dies de precipitació                                                | 8.1                                | 8.8                                | 7.8                                | 5.2                                | 2.7                                | 1.0                                | 0.2                                | 0.7                                | 0.9                                | 2.7                                | 5.6                                | 8.2                                | 52.0                               |
| Font #1: WRCC (temperature 1971–2000, precipitation and extremes 1906–present) |                                    |                                    |                                    |                                    |                                    |                                    |                                    |                                    |                                    |                                    |                                    |                                    |                                    |
| Font #2: Weather Channel                                                       |                                    |                                    |                                    |                                    |                                    |                                    |                                    |                                    |                                    |                                    |                                    |                                    |                                    |

## Poblacions més properes
El següent diagrama mostra les poblacions més properes.

## Fills il·lustres
- John Steinbeck (1902 - 1968) escriptor, Premi Nobel de Literatura de l'any 1962